# Sidecar TT
De Sidecar TT is de zijspanrace die wordt georganiseerd tijdens de Isle of Man TT op het eiland Man. 
Hoewel de eerste Sidecar TT al in 1923 werd georganiseerd, maakte de wedstrijd pas tussen 1954 en 1976 deel uit van het wereldkampioenschap wegrace. 

## Voorgeschiedenis
De Isle of Man TT werd al vanaf 1907 georganiseerd en stond tot in de jaren veertig te boek als de belangrijkste wegrace ter wereld. In de jaren twintig wilden een aantal coureurs en ook de organiserende Auto-Cycle Union een zijspanklasse invoeren, maar de motorfietsfabrikanten waren daar tegen. Zij betwijfelden of hun motorfietsen bestand zouden zijn tegen racen met een zijspan. 

## Jaren twintig
Zijspannen waren in die tijd populair als vervoermiddel maar de fabrikanten vonden ze niet geschikt om mee te racen. Toch kwamen in 1923 18 zijspancombinaties aan de start voor een race over drie ronden op de 60 km lange Snaefell Mountain Course, toen al een zeer gevaarlijk stratencircuit. Freddie Dixon was een ervaren coureur, die al sinds 1912 op Man geracet had, maar ook een aantal successen had geboekt op het hogesnelheidscircuit van Brooklands. Hij won de eerste Sidecar TT samen met zijn bakkenist Walter Denny. Ze gebruikten daarvoor een speciale Douglas zijspancombinatie die kon kantelen, zodat ze in bochten kon overhellen zoals een normale motorfiets. Ze haalden een gemiddelde snelheid van 85,5 km/h, terwijl de winnaar van de snelste soloklasse (Tom Sheard, eveneens met een Douglas) 89,4 km/h gemiddeld reed, minder dan 4 km/h sneller. In 1924 verschenen er echter slechts 10 starters. Dixon leidde de race opnieuw, tot hij in de laatste ronde uitviel. De overwinning ging nu naar George Tucker met een "normale" Norton Model 18, die aanmerkelijk trager was; zijn gemiddelde lag op 82,6 km/h. In 1925, toen er weer met 18 combinaties gestart werd, reed Dixon een nieuw ronderecord van 92 km/h, maar de race werd gewonnen door Douglas-rijder Len Parker met een racegemiddelde van 88,9 km/h. Hierna werd de Sidecar TT, tegelijk met de ook nog jonge Ultra-Lightweight TT, afgeschaft. Bij beide klassen waren slechts weinig inschrijvingen, maar de Sidecar TT leed ook nog steeds onder de druk van de fabrikanten die racen met zijspannen geen reclame vonden.

### Resultaten jaren twintig
| Jaar | Klasse     | Circuit         | inhoud | 1e                                  | 2e                               | 3e                                 |
| ---- | ---------- | --------------- | ------ | ----------------------------------- | -------------------------------- | ---------------------------------- |
| 1923 | Sidecar TT | Mountain Course | vrij   | Freddie Dixon/Walter Denny, Douglas | Graham Walker/Tony Mahon, Norton | George Tucker/Walter Moore, Norton |
| 1924 | Sidecar TT | Mountain Course | vrij   | George Tucker/Walter Moore, Norton  | Harry Reed/?, DOT                | A. Tinkler/?, Matador              |
| 1925 | Sidecar TT | Mountain Course | vrij   | Len Parker/K. Horstman, Douglas     | A. Taylor/?, Norton              | G. Grinton, Tony Mahon, Norton     |

## Jaren vijftig
In 1949 werd het wereldkampioenschap wegrace ingesteld en al in 1950 maakte de zijspanklasse daar deel van uit, maar in de eerste jaren reden de zijspannen nog lang niet op alle circuits. In 1953 was de Ulster Grand Prix al aan het wereldkampioenschap toegevoegd en de Britse zijspancombinaties waren toen nog toonaangevend, vooral Eric Oliver die met zijn Norton/Watsonian combinatie al vier keer wereldkampioen was geworden. De Isle of Man TT maakte al vanaf het begin deel uit van het wereldkampioenschap en het was dan ook logisch dat daar ook zijspannen reden. In 1954 besloot men ook de Sidecar TT weer in te voeren, maar omdat die slechts een beperkt aantal ronden reed was de Mountain Course daarvoor te lang. Hoewel de race 180 km lang was, zagen de toeschouwers de zijspannen immers slechts drie keer passeren. Daarom werd voor de Ultra-Lightweight TT en de Sidecar TT gekozen voor een ander, korter circuit, de Clypse Course, uitgezet op delen van de Mountain Course, maar slechts 17,6 km lang. Hier werden aanvankelijk 10 ronden gereden. Dat duurde tot en met 1959, daarna verhuisden alle klassen weer naar de Mountain Course. In 1954 wist Eric Oliver met zijn passagier Les Nutt nog te winnen, maar ze werden al gevolgd door de BMWs van Fritz Hillebrand/Manfred Grunwald en Wilhelm Noll/Fritz Cron. In 1955 werd de Sidecar TT ingekort tot negen ronden en begon BMW aan een lange zegereeks. Walter Schneider won, maar de andere BMW-combinaties vielen uit, waardoor Bill Boddice/Wally Storr met een Norton tweede werden en Pip Harris/Ray Campbell met een Matchless derde. In de openingsfase van de Sidecar TT van 1956 ging het nog tussen de BMW-combinaties van Noll/Cron, Hillebrand/Grunwald en Schneider/Strauss, maar uiteindelijk nam Hillebrand drie ronden voor het einde de leiding om ze niet meer uit handen te geven. De anderen vielen uit, waardoor Harris/Campbell en Boddice/Storr met hun Nortons tweede en derde werden. In 1957 kenden de Duitse en Zwitserse coureurs het circuit intussen en de betrouwbaarheid van de BMWs was ook verbeterd. De drie gestarte BMWs bezetten dan ook alle podiumplaatsen. In 1958 wonnen Schneider/Strauß vóór Camathias/Cecco, maar de derde plaats was voor Jackie Beeton/Bulgin met een Norton. Dat kwam ook doordat Fath/Rudolf met de BMW waren uitgevallen. Oudgediende Eric Oliver werd tiende met een standaard Norton Dominator die voorzien was van een gewoon Watsonian toerzijspan waarin bakkeniste Pat Wise redelijk comfortabel kon zitten. In 1959, het laatste jaar op de Clypse Course, waren de eerste vijf plaatsen voor BMW: 1. Schneider/Strauss, 2. Camathias/Cecco en 3. Scheidegger/Burkhardt

### Resultaten jaren vijftig
| Jaar | Klasse     | Circuit       | inhoud | 1e                                     | 2e                                     | 3e                                     |
| ---- | ---------- | ------------- | ------ | -------------------------------------- | -------------------------------------- | -------------------------------------- |
| 1954 | Sidecar TT | Clypse Course | 500cc  | Eric Oliver/Les Nutt, Norton           | Fritz Hillebrand/Manfred Grunwald, BMW | Willi Noll/Fritz Cron, BMW             |
| 1955 | Sidecar TT | Clypse Course | 500cc  | Walter Schneider/Hans Strauß, BMW      | Bill Boddice/Wally Storr, Norton       | Pip Harris/Ray Campbell, Matchless     |
| 1956 | Sidecar TT | Clypse Course | 500cc  | Fritz Hillebrand/Manfred Grunwald, BMW | Pip Harris/Ray Campbell, Norton        | Bill Boddice/Wally Storr, Norton       |
| 1957 | Sidecar TT | Clypse Course | 500cc  | Fritz Hillebrand/Manfred Grunwald, BMW | Walter Schneider/Hans Strauß, BMW      | Florian Camathias/Jules Galliker, BMW  |
| 1958 | Sidecar TT | Clypse Course | 500cc  | Walter Schneider/Hans Strauß, BMW      | Florian Camathias/Hilmar Cecco, BMW    | Jackie Beeton, E. Bulgin, Norton       |
| 1959 | Sidecar TT | Clypse Course | 500cc  | Walter Schneider/Hans Strauß, BMW      | Florian Camathias/Hilmar Cecco, BMW    | Fritz Scheidegger/Horst Burkhardt, BMW |

## Jaren zestig
In 1960 werd de Clypse Course verlaten. De zijspannen reden nu net als alle andere klassen op de lange Snaefell Mountain Course en hun wedstrijd duurde weer drie ronden. In dat jaar kregen Camathias en Scheidegger technische problemen, waardoor Helmut Fath zijn eerste TT kon winnen. Pip Harris, intussen ook op BMW, werd tweede. De derde plaats was voor een Norton, die van Charlie Freeman. In 1961 wonnen de latere wereldkampioenen Max Deubel en Emil Hörner. Scheidegger/Burkhardt werden tweede en Harris/Campbell derde. Ook de vierde plaats was voor een BMW, die van August Rohsiepe en Lothar Böttcher. In 1962 leek de overwinning voor BMW weer dichtbij, maar in de tweede ronde crashten Florian Camathias en Horst Burkhardt bij Kerrowmoar. Burkhardt viel uit het zijspan en raakte zwaar gewond. Chris Vincent reed zijn BSA naar de tweede plaats, vier minuten achter de nieuwe leider Max Deubel, die een nieuw ronderecord reed. Deubel viel echter ook uit en zo ging voor het eerst sinds lange tijd de overwinning naar een Britse zijspancombinatie. Otto Kölle en Dieter Hess werden met een BMW tweede en Colin Seeley en Wally Rawlings eindigden als derde met een Matchless. In 1963 domineerde BMW weer: Camathias won nadat hij in de tweede ronde de leiding van Scheidegger had overgenomen en had uiteindelijk zelfs 38 seconden voorsprong. Allan Birch werd derde. De sensatie in 1964 kwam van Florian Camathias, die van Gilera een van de oude 500cc viercilinders had gekregen. Hij lag daarmee op de tweede plaats toen hij problemen kreeg en uiteindelijk naar de vijftiende plaats terug zakte. Intussen gingen Deubel/Hörner van start tot finish aan de leiding. Seeley en Rawlings werden tweede met een "FCS". Dit stond voor "Fath Camathias Special", de BMW die Camathias door Helmut Fath onder handen had laten nemen en die Camathias - met de Gilera in het vooruitzicht - had verkocht aan Seeley. Dat had hij beter niet kunnen doen: de Gilera viel hopeloos tegen en uiteindelijk werd Camathias slechts zevende in het WK met 8 punten, terwijl Seeley 17 punten scoorde en derde werd. In de Sidecar TT eindigden Georg Auerbacher en Beno Heim met hun BMW derde. Tijdens de race vond Laurence Essery, de bakkenist van Norman Huntingford, de dood bij Ballaugh Bridge. In 1965 ging Fritz Scheidegger aanvankelijk aan de leiding, maar in de tweede ronde zette Deubel een nieuw ronderecord en nam daarmee de leiding over. Hij won met 14 seconden voorsprong op Scheidegger en Georg Auerbacher werd derde. Zij reden alle drie met BMWs. In 1966 werd de Isle of Man TT uitgesteld tot eind augustus wegens een staking van zeelieden in het voorjaar. Bovendien had de organisatie in Monza de zijspanklasse geschrapt waardoor de TT nu de laatste en beslissende WK-race was geworden. Max Deubel had in 1966 geen enkele overwinning behaald maar was gedreven zijn allerlaatste Grand Prix winnend af te sluiten. Hij had de Sidecar TT al drie keer gewonnen, Scheidegger nog nooit. Scheidegger draaide in de training zijn motor stuk en moest een reserveblok monteren, wat de kansen voor Deubel vergrootte. Bovendien had Deubel de snelste trainingstijd gereden. Scheidegger startte vijf minuten na Deubel door de gebruikelijke interval-start bij de TT. Deubel/Hörner draaiden de snelste raceronde en bij het ingaan van de derde en laatste ronde lagen Scheidegger/Robinson 15 seconden achter hen. De strijd om de tweede plaats ging zelfs tussen Auerbacher/Kalauch en Seeley/Rawlings. Deubel deed het in de laatste ronde op advies van zijn pitcrew iets rustiger aan. Scheidegger leek echter juist vleugels te krijgen en won de race met de tot dan toe kleinste marge ooit: 0,8 seconde. Auerbacher, die een pitstop van ruim een minuut had moeten maken, werd toch nog derde. De interval-start was hier duidelijk een nadeel: bij een rechtstreeks gevecht met Scheidegger had Deubel het gevaar onderkend en zeker gewonnen, maar nu wist hij niet beter dan dat zijn voorsprong ruim voldoende was en pas vijf minuten na zijn eigen finish ontdekte hij dat hij níet had gewonnen. Deubel werd echter geholpen door de organisatie, die vier uur na de wedstrijd besloot Scheidegger te diskwalificeren vanwege het tanken bij een gewoon Esso tankstation en niet met de door de organisatie verstrekte benzine te rijden. Scheidegger protesteerde maar zijn protest werd onmiddellijk afgewezen door de grotendeels Britse jury. Tijdens het FIM-congres in oktober 1966 werd Scheidegger in ere hersteld en alsnog tot winnaar van de Sidecar TT verklaard. In 1967 wonnen Siegfried Schauzu en Horst Schneider nadat de aanvankelijke leiders Georg Auerbacher en Eduard Dein bij Ballacraine waren stilgevallen. Klaus Enders en Ralf Engelhardt werden tweede en Colin Seeley/Ray Lindsay werden derde. De Britse motorfietsen konden intussen in geen enkele klasse meer winnen en in de zijspanklasse was BMW onverslaanbaar geworden. In 1967 introduceerde men daarom "Production" klassen, waar Britse privérijders en Britse machines nog wél konden winnen. In 1968 werd ook de Sidecar 750 cc TT toegevoegd. Die was juist toegesneden op Britse 750cc-machines van BSA en Triumph. In de 500cc-klasse leek Klaus Enders te gaan winnen, maar tegen het einde verloor hij snelheid waardoor Siegfried Schauzu alsnog won. Johann Attenberger/Josef Schillinger werden tweede en Heinz Luthringshauser/Geoff Hughes derde. In de 750cc-klasse leek Chris Vincent met een BSA te winnen, maar hij kreeg ook pech. Daardoor wonnen Terry Vinicombe/J. Flaxman vóór Norman Hanks/Rose Arnold en Peter Brown/D. Bean. Zij reden ook allemaal op een BSA. Rose Arnold was de schoonzuster van Norman Hanks, en zou later trouwen met zijspancoureur Roy Hanks. In 1968 waren de 500cc zijspancombinaties al veel sneller geweest dan de Britse 750cc stoterstangmotoren en daarom schreven enkelen zich in 1969 ook voor die klasse in. Daardoor werd Siegfried Schauzu de eerste coureur die drie keer een Sidecar TT had gewonnen. Hij won de derde in de 750cc-klasse. De race was op zaterdagavond maar pas zondagmiddag werd hij tot overwinnaar verklaard. Hij had met draaiende motor getankt en dat was verboden. Schauzu verklaarde echter dat zijn motor zó heet was geworden dat kortsluiten geen zin had, de motor bleef lopen. Daarmee had het foefje om de Britse 750cc-machines een eigen zijspanklasse te geven maar één jaar gewerkt. Een paar dagen later werd Schauzu in de 500cc-klasse tweede achter Klaus Enders. Hier werd Helmut Fath met zijn zelfgebouwde URS viercilinder derde.

### Resultaten jaren zestig
| Jaar                    | Klasse           | Circuit         | inhoud | 1e                                     | 2e                                        | 3e                                      |
| ----------------------- | ---------------- | --------------- | ------ | -------------------------------------- | ----------------------------------------- | --------------------------------------- |
| 1960                    | Sidecar TT       | Mountain Course | 500cc  | Helmut Fath/Alfred Wohlgemut, BMW      | Pip Harris/Ray Campbell, BMW              | Charlie Freeman/Billie Nelson, Norton   |
| 1961                    | Sidecar TT       | Mountain Course | 500cc  | Max Deubel/Emil Hörner, BMW            | Fritz Scheidegger/Horst Burkhardt, BMW    | Pip Harris/Ray Campbell, BMW            |
| 1962                    | Sidecar TT       | Mountain Course | 500cc  | Chris Vincent/Eric Bliss, BSA          | Otto Kölle/Dieter Hess, BMW               | Colin Seeley/Wally Rawlings, Matchless  |
| 1963                    | Sidecar TT       | Mountain Course | 500cc  | Florian Camathias/Alfred Herzig, BMW   | Fritz Scheidegger/John Robinson, BMW      | Alan Birch/Peter Birch, BMW             |
| 1964                    | Sidecar TT       | Mountain Course | 500cc  | Max Deubel/Emil Hörner, BMW            | Colin Seeley/Wally Rawlings, FCS-B        | Georg Auerbacher/Beno Heim/BMW          |
| 1965                    | Sidecar TT       | Mountain Course | 500cc  | Max Deubel/Emil Hörner, BMW            | Fritz Scheidegger/John Robinson, BMW      | Georg Auerbacher/Peter Rykers           |
| 1966                    | Sidecar TT       | Mountain Course | 500cc  | Fritz Scheidegger/John Robinson, BMW   | Max Deubel/Emil Hörner, BMW               | Georg Auerbacher/Wolfgang Kalauch, BMW  |
| 1967                    | Sidecar TT       | Mountain Course | 500cc  | Siegfried Schauzu/Horst Schneider, BMW | Klaus Enders/Ralf Engelhardt, BMW         | Colin Seeley/Ray Lindsay, BMW           |
| 750cc-klasse toegevoegd |                  |                 |        |                                        |                                           |                                         |
| 1968                    | Sidecar 500cc TT | Mountain Course | 500cc  | Siegfried Schauzu/Horst Schneider, BMW | Johann Attenberger/Josef Schillinger, BMW | Heinz Luthringshauser/Geoff Hughes, BMW |
| 1968                    | Sidecar 750cc TT | Mountain Course | 750cc  | Terry Vinicombe/J. Flaxman, BSA        | Norman Hanks/Rose Arnold, BSA             | Peter Brown/D. Bean, BSA                |
| 1969                    | Sidecar 500cc TT | Mountain Course | 500cc  | Klaus Enders/Ralf Engelhardt, BMW      | Siegfried Schauzu/Horst Schneider, BMW    | Helmut Fath/Wolfgang Kalauch, URS       |
| 1969                    | Sidecar 750cc TT | Mountain Course | 750cc  | Siegfried Schauzu/Horst Schneider, BMW | Peter Brown/Mick Casey, BSA               | Bill Currie/F. Kay, LWC                 |

## Jaren zeventig
Ook in 1970 won BMW beide zijspanklassen. Klaus Enders won opnieuw in de 500cc WK-klasse vóór Schauzu en Luthringshauser en Schauzu won de 750cc-klasse nadat Enders in de tweede ronde was uitgevallen door accuproblemen. Tijdens de training verongelukte Denis Blower met een BSA-zijspan bij de "Mountain Box". In 1971 won Georg Auerbacher zijn eerste TT, maar hij deed dat in de 750cc-klasse. Schauzu/Kalauch hadden hier de snelste ronde gereden, maar vielen uit in de tweede ronde. In de 500cc-klasse won Schauzu zijn vijfde TT na een flink gevecht met Auerbacher, die met Hermann Hahn tweede werd. Arsenius Butscher en Josef Huber werden met een BMW derde. Siegfried Schauzu bleef ook in 1972 winnen, in beide klassen zelfs. In de 500cc-race lag hij derde achter Klaus Enders en Chris Vincent met de viercilinder Münch-URS, maar Vincent viel in de tweede ronde uit. Enders overkwam in de derde ronde hetzelfde, waardoor Schauzu/Kalauch de overwinning in de schoot geworpen kregen. In de 750cc-race had Schauzu nog gemakkelijker gewonnen toen Enders en Luthringshauser al in de eerste ronde uitvielen. Vanaf 1973 kreeg de Isle of Man TT te maken met een boycot van alle topcoureurs in de soloklassen. Al jarenlang vond men de Mountain Course te gevaarlijk en de dood van Gilberto Parlotti in 1972 was de druppel die de emmer deed overlopen. De zijspanrijders kwamen nog wel naar Man. Klaus Enders en Ralf Engelhardt leidden beide zijspanraces van start tot finish en in beide wedstrijden werden Siegfried Schauzu en Wolfgang Kalauch tweede. In de 500cc-race werden Rolf Steinhausen en Karl Scheurer derde met hun König. Dat was de eerste podiumplaats voor een tweetaktmotor in een Sidecar TT. Het zou niet lang duren tot de tweetaktmotoren een einde maakten aan de leidende rol van BMW. Tijdens de training van 1974 verongelukte Peter Hardy met een 750cc HTS-Imp bij Laurel Bank. De tweetakten maakten steeds meer indruk, maar waren nog niet betrouwbaar genoeg om te winnen. Men gebruikte nog weinig motorfietsmotoren, maar kleine scheepsmotoren van Crescent en König of de driecilinder uit de Suzuki GT 750. In de 750cc-race verbeterde Rolf Steinhausen met zijn König het ronderecord zelfs met een staande start maar hij viel in de laatste ronde uit bij Guthrie's Memorial. Schauzu nam de leiding met zijn BMW en won vóór Luthringshauser. In de 500cc-race ging Jeff Gawley met een König aan de leiding, maar hij viel in de tweede ronde uit. Siegfried Schauzu nam de leiding met zijn BMW over, maar viel in de derde ronde uit. Daardoor won Luthringshauser, maar George O'Dell/Bill Boldison werden met hun König tweede. In 1975 was het afgelopen met de hegemonie van BMW in de 500cc-klasse. Bij de tweetaktmotoren vond men nu ook de snelle viercilinders uit de Yamaha TZ 500 en de Yamaha TZ 750, echte racemotoren. Van de "grote" namen bij BMW startte alleen Heinz Luthringshauser in de 500cc TT, maar hij viel uit. De snelste BMW was die van Heinz Schilling, die vierde werd met ruim zes minuten achterstand op de König van winnaars Steinhausen/Huber. Die wisten op de finishlijn Malcolm Hobson/Gordon Russell (Yamaha) te kloppen. Dick Greasley/Cliff Holland werden met een Yamaha derde. De 750cc-klasse was nu opgehoogd tot 1.000cc. Hier ging het aanvankelijk nog tussen de BMW-combinaties van Steinhausen en Schauzu tot Steinhausen bij Verandah stil viel in de laatste ronde. Dick Greasley en Cliff Holland werden met hun Yamaha tweede en de broers Gerry en Nick Boret met een König derde. In 1976 waren de eerste drie plaatsen in de 500cc WK-race opnieuw voor de tweetakten: Steinhausen/Huber leidden met hun König van start tot finish en wonnen vóór de Yamaha's van Dick Greasley en Malcolm Hobson. Greasley leek de 1.000cc-race te gaan winnen, maar kreeg in de laatste ronde problemen waardoor hij uiteindelijk als derde eindigde. Malcolm Hobson won, Schauzu werd met de BMW tweede. Walter Wörner, bakkenist van Yamaha-rijder Siegfried Maier, verongelukte bij Greeba Castle. 

### Verlies WK-Status
Eind 1976 besloot de FIM in navolging van de meeste coureurs dat de Snaefell Mountain Course te gevaarlijk was. De WK-status werd de Isle of Man TT ontnomen en de Britse Grand Prix verhuisde naar het circuit van Silverstone in Northamptonshire.
Door het verlies van de WK-status hoefde de organisatie van de Isle of Man TT in 1977 ook niet langer vast te houden aan de klasse-indeling van de FIM. Voor de zijspannen betekende dit dat de 500cc-klasse verviel en de 1.000cc-klasse voortaan in twee manches werd verreden. Dick Greasley en Mick Skeels doorbraken met hun Yamaha met staande start de 100 mijl per uur-barrière, maar George O'Dell en Kenny Arthur (eveneens Yamaha) verbeterden hun record tot 102.8 mph in de laatste ronde van de eerste manche en finishten 50 seconden vóór Greasley. Rolf Steinhausen en Wolfgang Kalauch werden met hun König derde. In de tweede manche leidden Hobson/Collins (Yamaha) van start tot finish. O'Dell viel al in de eerste ronde uit. Rolf Biland/Kenny Williams werden tweede met hun Yamaha, maar de derde plaats van Rolf Steinhausen was genoeg om overall winnaar te worden. De eerste manche van de Sidecar TT van 1978 verliep rampzalig. Binnen een minuut na de start verongelukten Malcolm Hobson en Kenny Birch met hun 750cc Yamaha op de top van Bray Hill en enkele minuten later verongelukte de Zwitserse coureur Ernst Trachsel onderaan Bray Hill op Quarterbridge Road. Biland en Williams (Yamaha) brachten het ronderecord op 103,81 mph maar vielen in de laatste ronde uit. Daardoor wonnen Greasley/Russell (Yamaha). In de tweede manche wonnen Steinhausen/Kalauch (Yamaha). Jock Taylor en Kenny Arthur werden derde, maar omdat ze in de eerste manche al tweede waren werden ze overall winnaar. Trevor Ireson reed al tien jaar op het eiland Man, maar had niet de gewoonte de finish te halen. In 1979 deed hij dat wel, hij won samen met Clive Pollington met een 750cc Yamaha beide manches van de Sidecar TT. In de eerste manche werd er flinke strijd geleverd met Dick Greasley en Mick Boddice, maar in de laatste ronde moest Greasley tempo terug nemen wegens brandstoftekort en Boddice stopte bij Creg-ny-Baa om zijn ketting te repareren. Bakkenist Clive Pollington haalde zijn arm open aan een trottoirband maar hield vol tot aan de finish. In de tweede manche hadden Ireson en Pollington geen tegenstand. Ze wonnen vóór Nigel Rollason/Dave Horner en Dave Saville/Hugh Sanderson. Rollason gebruikte een nieuwe tweetakt, een 750cc square four van Barton Engineering, de "Barton Phoenix", die eigenlijk ontwikkeld was voor de film Silver Dream Racer met David Essex en Beau Bridges. In de eerste manche verongelukte Steve Verne, bakkenist van Phil Williams, bij Barregarrow. 

### Resultaten jaren zeventig
| Jaar                                       | Klasse            | Circuit         | inhoud  | 1e                                               | 2e                                            | 3e                                             |
| ------------------------------------------ | ----------------- | --------------- | ------- | ------------------------------------------------ | --------------------------------------------- | ---------------------------------------------- |
| 1970                                       | Sidecar 500cc TT  | Mountain Course | 500cc   | Klaus Enders/Wolfgang Kalauch, BMW               | Siegfried Schauzu/Horst Schneider, BMW        | Heinz Luthringshauser/Hans-Jürgen Cusnik, BMW  |
| 1970                                       | Sidecar 750cc TT  | Mountain Course | 750cc   | Siegfried Schauzu/Horst Schneider, BMW           | Peter Brown/Mick Casey, BSA                   | Ernie Leece/John Molyneux, LMS                 |
| 1971                                       | Sidecar 500cc TT  | Mountain Course | 500cc   | Siegfried Schauzu/Wolfgang Kalauch, BMW          | Georg Auerbacher/Hermann Hahn, BMW            | Arsenius Butscher/Josef Huber, BMW             |
| 1971                                       | Sidecar 750cc TT  | Mountain Course | 750cc   | Georg Auerbacher/Hermann Hahn, BMW               | A. Samsum/D. Jose, Triumph                    | Robin Williamson/Jack McPherson, Weslake       |
| 1972                                       | Sidecar 500cc TT  | Mountain Course | 500cc   | Siegfried Schauzu/Wolfgang Kalauch, BMW          | Heinz Luthringshauser/Hans-Jürgen Cusnik, BMW | Gerry Boret/Nick Boret, König                  |
| 1972                                       | Sidecar 750cc TT  | Mountain Course | 750cc   | Siegfried Schauzu/Wolfgang Kalauch, BMW          | A. Samsum/Chris Mennins, Triumph              | John Barker/Alex MacFadzean, BSA               |
| 1973                                       | Sidecar 500cc TT  | Mountain Course | 500cc   | Klaus Enders/Ralf Engelhardt, Busch-BMW          | Siegfried Schauzu/Wolfgang Kalauch, BMW       | Rolf Steinhausen/Karl Scheurer, König          |
| 1973                                       | Sidecar 750cc TT  | Mountain Course | 750cc   | Klaus Enders/Ralf Engelhardt, Busch-BMW          | Siegfried Schauzu/Wolfgang Kalauch, BMW       | John Brandon/Cliff Holland, Honda              |
| 1974                                       | Sidecar 500cc TT  | Mountain Course | 500cc   | Heinz Luthringshauser/Hermann Hahn, BMW          | George O'Dell/Bill Boldison, König            | Dick Hawes/Eddie Kiff, Weslake                 |
| 1974                                       | Sidecar 750cc TT  | Mountain Course | 750cc   | Siegfried Schauzu/Wolfgang Kalauch, BMW          | Heinz Luthringshauser/Hermann Hahn, BMW       | Mick Horspole/Gary Horspole, Weslake           |
| 750cc-klasse wordt 1.000cc-klasse          |                   |                 |         |                                                  |                                               |                                                |
| 1975                                       | Sidecar 500cc TT  | Mountain Course | 500cc   | Rolf Steinhausen/Josef Huber, König              | Malcolm Hobson/Gordon Russell, Yamaha         | Dick Greasley/Cliff Holland, Yamaha            |
| 1975                                       | Sidecar 1000cc TT | Mountain Course | 1.000cc | Siegfried Schauzu/Wolfgang Kalauch, BMW          | Dick Greasley/Cliff Holland, Yamaha           | Gerry Boret/Nick Boret, König                  |
| 1976                                       | Sidecar 500cc TT  | Mountain Course | 500cc   | Rolf Steinhausen/Josef Huber, König              | Dick Greasley/Cliff Holland, Yamaha           | Malcolm Hobson/Mick Burns, Yamaha              |
| 1976                                       | Sidecar 1000cc TT | Mountain Course | 1.000cc | Malcolm Hobson/Mick Burns, Yamaha                | Siegfried Schauzu/Wolfgang Kalauch, BMW       | Dick Greasley/Cliff Holland, Yamaha            |
| Verlies WK-status, 500cc-klasse afgeschaft |                   |                 |         |                                                  |                                               |                                                |
| 1977                                       | Sidecar 1st leg   | Mountain Course | 1.000cc | George O'Dell/Kenny Arthur, Windle-Yamaha        | Dick Greasley/Michael Skeels, Yamaha          | Rolf Steinhausen/Wolfgang Kalauch, Busch-König |
| 1977                                       | Sidecar 2nd leg   | Mountain Course | 1.000cc | Malcolm Hobson/Stuart Collins, Yamaha            | Rolf Biland/Kenneth Williams, Schmid-Yamaha   | Rolf Steinhausen/Wolfgang Kalauch, Busch-König |
| 1978                                       | Sidecar 1st leg   | Mountain Course | 1.000cc | Dick Greasley/Gordon Russell, Busch-Yamaha       | Jock Taylor/Kenny Arthur, Windle-Yamaha       | Graham Milton/John Brushwood, Magnum           |
| 1978                                       | Sidecar 2nd leg   | Mountain Course | 1.000cc | Rolf Steinhausen/Wolfgang Kalauch, Seymaz-Yamaha | Mick Boddice/Chas Birks, Yamaha               | Jock Taylor/Kenny Arthur, Windle-Yamaha        |
| 1979                                       | Sidecar 1st leg   | Mountain Course | 1.000cc | Trevor Ireson/Clive Pollington, Yamaha           | Dick Greasley/John Parkins, Yamaha            | Mick Boddice/Chas Birks, Yamaha                |
| 1979                                       | Sidecar 2nd leg   | Mountain Course | 1.000cc | Trevor Ireson/Clive Pollington, Yamaha           | Nigel Rollason/Dave Horner, Barton Phoenix    | Dave Saville/Hugh Sanderson, Yamaha            |

## Jaren tachtig
In 1980 won Trevor Ireson op een vochtig circuit zijn derde Sidecar TT. Jock Taylor werd tweede en Dick Graesley werd derde. In de tweede manche pakte Taylor met zijn nieuwe bakkenist Benga Johansson de winst. Hoewel Ireson tweede werd was zijn achterstand op Taylor groter dan hun tussenruimte in de eerste manche en daarom werd Taylor overall winnaar. In dit jaar vielen twee doden te betreuren: Martin "Marty" Ames verongelukte op Quarterbridge Road en Andrew Holme verongelukte bij Glentramman. Taylor en Johansson wonnen met hun 750cc Yamaha beide manches van 1981. In de eerste manche verpletterden ze het ronderecord en brachten het op 108,12 mph. Mick Boddice werd in die manche tweede en Derek Bayley werd derde. In de tweede manche, op een natte baan, ging de tweede plaats naar Dick Greasley en de derde naar Roy Hanks. In 1982 kreeg Jock Taylor in de eerste ronde pech waardoor hij slechts als 18e over de finish kwam. Mick Boddice leidde twee ronden maar viel in de derde uit met motorpech. Trevor Ireson en Donnie Williams wonnen daardoor de eerste manche. Boddice viel in de tweede manche opnieuw uit, terwijl hij een fractie van een seconde vóór lag op Taylor. Die verbeterde het ronderecord opnieuw en won vóór het echtpaar Dennis en Julia Bingham en Steve Abbott/Shaun Smith. Desondanks werden Roy Hanks en Vince Biggs overall winnaars, door een derde en een vijfde plaats. Voor Jock Taylor zou het zijn laatste TT zijn. Hij verongelukte enkele maanden later tijdens de Finse GP in Imatra. In 1983 won Dick Greasley de eerste manche vóór het echtpaar Bingham. Keith Cousins werd derde. Mick Boddice viel in de laatste ronde uit bij Ballaugh. Trevor Ireson startte niet omdat zijn nieuwe bakkenist Ashley Wooler zich niet gelukkig voelde tijdens de training. In de tweede manche won Mick Boddice na 14 jaar zijn eerste TT-race. Hij leidde zelfs van start tot finish. Nick Edwards werd tweede en Roy Hanks derde. Edwards werd overall winnaar omdat hij in de eerste manche vierde was geworden. In 1984 wonnen Mick Boddice en Chas Birks de eerste manche toen ze die van begin tot eind leidden. Ireson viel al in de eerste ronde uit. Dennis en Julia Bingham werden opnieuw tweede, Steve Abbott/Shaun Smith derde. In de tweede manche waren er enorm veel uitvallers, waaronder Boddice, Ireson, Bingham en Greasley. Steve Abbott won vóór Lowry Burton/Pat Cushnahan en Dave Hallam/Barry Dunn. Roger Cox verongelukte tijdens de trainingen bij Sarah's Cottage. Mick Boddice had veel pech in eerste manche van de TT van 1985. Vlak voor de finish, bij Governor's Bridge, liep zijn ketting van de tandwielen en hij freewheelde naar de finish. Daardoor kwam hij minder dan 9 seconden tekort voor de overwinning. Die ging naar Dave Hallam/John Gibbard. In de tweede manche had Boddice meer geluk. Die won hij vóór Lowry Burton en het echtpaar Bingham. Tijdens de trainingen waren de Zweedse broers Sven Tomas en Mats Urban Eriksson bij Alpine Cottage dodelijk verongelukt. In 1986 waren Lowry Burton en Pat Cushnahan het eerste Ierse duo dat een Sidecar TT race won. Dat deden ze in de eerste race. In dat jaar waren er opnieuw veel uitvallers. In race 1 o.a. Mick Boddice, het echtpaar Bingham en Dick Greasley. Nigel Rollason was met de Barton-Phoenix in de eerste race ook uitgevallen, maar hij won de tweede race nadat hij na één ronde slechts zesde was. Hij kon zich naar voren werken ook al omdat Chas Birks bij Greeba Castle uit het zijspan van Mick Boddice viel en Dave Hallam met mechanische problemen uitviel. In de laatste ronde wisten Rollason/Williams de Ireson-Yamaha van Derek Plummer/Brian Marris in te halen. Daarmee waren er twee zijspancombinaties die voor het eerst een TT-race wonnen. Chas Birks zou door zijn val pas in 1988 terugkomen. Mick Boddice en zijn nieuwe bakkenist Don Williams wonnen de eerste race in 1987, hoewel het voor Williams geen comfortabele race was. Hij liep nog mank nadat hij beide benen gebroken had tijdens een race op Oulton Park in augustus 1986. Daar kwam nog bij dat de koppeling van hun Ireson-Yamaha al in de eerste ronde de geest had gegeven. Daardoor waren korte bochten zoals Ramsey Hairpin en Governor's Bridge lastig, maar toch hielden ze bijna een halve minuut over op Dennis en Julia Bingham. Er was een "Formula Two Class" ingesteld, die werd gewonnen door Dave Saville en Dave Hall met een 350cc Yamaha, maar in de totaalstand van race 1 waren zij slechts 14e. In de tweede manche won Lowry Burton, die met zijn 49 jaar de oudste TT-winnaar werd. Hij had er hard voor moeten vechten tegen Mick Boddice, maar die viel net als in 1984 vlak vóór de finish uit. Kenny Howles en Steve Pointer werden overall winnaar omdat ze in de eerste manche vijfde en in de tweede manche tweede werden. Saville won de "Formula Two Class" opnieuw, maar werd in de manche 15e. In 1988 keerde Chas Birks terug als passagier van Mick Boddice en samen wonnen ze beide zijspanraces. Ze hadden een 73-liter tank gemonteerd, waardoor ze geen tankstop hoefden te maken. Daardoor konden ze de eerste race met gemak winnen. Tony Barker lag in de laatste ronde op de tweede plaats, maar kwam bij Creg-ny-Baa zonder benzine te staan. Kenny Howles en Steve Pointer werden nu tweede, vóór Lowry Burton en Pat Cushnahan. Alle podiumplaatsen waren voor Ireson-Yamaha's. In de tweede race hadden Boddice/Birks het weer moeilijk door een kapotte koppeling. Bij het ingaan van de laatste ronde leidden Howles/Pointer zelfs nog met twee seconden. Ze vielen echter terug omdat de aandrijfketting over het tandwiel begon te springen. Lowry Burton werd nu tweede. In 1989 vielen Boddice en Birks uit door een gescheurde benzineleiding. Howles en Pointer leken te gaan winnen maar kregen verkeerde pitsignalen waardoor ze langzamer gingen rijden. Door de interval-start konden ze niet zien dat het lokale team van Dave Molyneux en Colin Hardman daarvan profiteerde en met 1,2 seconden voorsprong won. In de tweede race braken Boddice en Birks het acht jaar oude ronderecord met staande start van Jock Taylor. Ze wonnen met gemak vóór Dennis Brown en Billie Nelson. Voor Mick Boddice was het zijn zevende overwinning. 

### Resultaten jaren tachtig
| Jaar | Klasse          | Circuit         | inhoud  | 1e                                           | 2e                                           | 3e                                                  |
| ---- | --------------- | --------------- | ------- | -------------------------------------------- | -------------------------------------------- | --------------------------------------------------- |
| 1980 | Sidecar 1st leg | Mountain Course | 1.000cc | Trevor Ireson/Clive Pollington, Yamaha       | Jock Taylor/Benga Johansson, Windle-Yamaha   | Dick Greasley/John Parkins, Yamaha                  |
| 1980 | Sidecar 2nd leg | Mountain Course | 1.000cc | Jock Taylor/Benga Johansson, Windle-Yamaha   | Trevor Ireson/Clive Pollington, Yamaha       | Nigel Rollason/Dave Horner, Barton Phoenix          |
| 1981 | Sidecar 1st leg | Mountain Course | 1.000cc | Jock Taylor/Benga Johansson, Fowler-Yamaha   | Mick Boddice/Chas Birks, Yamaha              | Derek Bayley/Bob Bryson, Yamaha                     |
| 1981 | Sidecar 2nd leg | Mountain Course | 1.000cc | Jock Taylor/Benga Johansson, Fowler-Yamaha   | Dick Greasley/Stewart Atkinson, Yamaha       | Roy Hanks/Vince Biggs, Yamaha                       |
| 1982 | Sidecar 1st leg | Mountain Course | 1.000cc | Trevor Ireson/Don Williams, Ireson-Yamaha    | Dick Greasley/Stewart Atkinson, Yamaha       | Roy Hanks/Vince Biggs, Yamaha                       |
| 1982 | Sidecar 2nd leg | Mountain Course | 1.000cc | Jock Taylor/Benga Johansson, Windle-Yamaha   | Dennis Bingham/Julia Bingham, Yamaha         | Steve Abbott/Shaun Smith, Yamaha                    |
| 1983 | Sidecar 1st leg | Mountain Course | 1.000cc | Dick Greasley/Stewart Atkinson, Yamaha       | Dennis Bingham/Julia Bingham, Padgett-Yamaha | Keith Cousins/Philip Hookham, Yamaha                |
| 1983 | Sidecar 2nd leg | Mountain Course | 1.000cc | Mick Boddice/Chas Birks, Yamaha              | Nick Andrews/Brian Marris, Yamaha            | Roy Hanks/Don Williams, Yamaha                      |
| 1984 | Sidecar 1st leg | Mountain Course | 1.000cc | Mick Boddice/Chas Birks, Ireson Yamaha       | Dennis Bingham/Julia Bingham, Padgett Yamaha | Steve Abbott/Shaun Smith, Ham-Yam (Hamilton Yamaha) |
| 1984 | Sidecar 2nd leg | Mountain Course | 1.000cc | Steve Abbott/Shaun Smit, Ham-Yam             | Lowry Burton/Pat Cushnahan, Yamaha           | Dave Hallam/Barry Dunn, Yamaha                      |
| 1985 | Sidecar Race A  | Mountain Course | 1.000cc | Dave Hallam/John Gibbard, Yamaha             | Mick Boddice/Chas Birks, Ireson Yamaha       | Nigel Rollason/Don Williams, Barton Phoenix         |
| 1985 | Sidecar Race B  | Mountain Course | 1.000cc | Mick Boddice/Chas Birks, Ireson Yamaha       | Lowry Burton/Alan Langton, Yamaha            | Dennis Bingham/Julia Bingham, Padgett Yamaha        |
| 1986 | Sidecar Race A  | Mountain Course | 1.000cc | Lowry Burton/Pat Cushnahan, Ireson Yamaha    | Warwick Newman/Eddie Yarker, Ireson Yamaha   | Michael Burcombe/Steve Parker, Ireson Yamaha        |
| 1986 | Sidecar Race B  | Mountain Course | 1.000cc | Nigel Rollason/Don Williams, Barton Phoenix  | Derek Plummer/Brian Marris, Ireson Yamaha    | Warwick Newman/Eddie Yarker, Ireson Yamaha          |
| 1987 | Sidecar Race A  | Mountain Course | 1.000cc | Mick Boddice/Don Williams, Ireson Yamaha     | Dennis Bingham/Julia Bingham, Padgett Yamaha | Geoff Rushbrook/Geoff Leitch, Ireson Yamaha         |
| 1987 | Sidecar Race B  | Mountain Course | 1.000cc | Lowry Burton/Pat Cushnahan, Yamaha           | Kenny Howles/Steve Pointer, Ireson Yamaha    | Warwick Newman/Eddie Yarker, Ireson Yamaha          |
| 1988 | Sidecar Race A  | Mountain Course | 1.000cc | Mick Boddice/Chas Birks, Ireson Yamaha       | Kenny Howles/Steve Pointer, Ireson Yamaha    | Lowry Burton/Pat Cushnahan, Ireson Yamaha           |
| 1988 | Sidecar Race B  | Mountain Course | 1.000cc | Mick Boddice/Chas Birks, Ireson Yamaha       | Lowry Burton/Pat Cushnahan, Ireson Yamaha    | Kenny Howles/Steve Pointer, Ireson Yamaha           |
| 1989 | Sidecar Race A  | Mountain Course | 1.000cc | Dave Molyneux/Colin Hardman, Bregazzi Yamaha | Kenny Howles/Steve Pointer, Ireson Yamaha    | Neil Smith/D. Wood, Yamaha                          |
| 1989 | Sidecar Race B  | Mountain Course | 1.000cc | Mick Boddice/Chas Birks, Ireson Yamaha       | Dennis Brown/Billie Nelson, Yamaha           | Dave Molyneux/Colin Hardman, Bregazzi Yamaha        |

## Jaren negentig
Vanaf 1990 paste de TT-organisatie de FIM Formule 2 reglementen toe. Dat betekende dat de Sidecar TT open stond voor tweetaktmotoren tot 350cc en viertaktmotoren tot 600cc. 350cc Tweetakten werden al zeldzaam omdat de 350cc-klasse al in 1983 was opgeheven. Wel waren er nog recente tweecilinderblokken van de Yamaha RD 350 LC. De beperking van de viertaktmotoren tot 600cc gaf Dave Saville en Nick Roche de kans om met hun 350cc Yamaha te winnen, beide races zelfs. Ze reden ook voor het eerst een ronde boven 100 mph met een Formula Two combinatie. In de eerste manche slaagden ze er zelfs in alle drie de ronden boven 100 mph gemiddeld te blijven. Saville finishte bijna twee minuten vóór Mick Boddice en in de tweede race was hij meer dan twee minuten sneller dan Geoff Bell. Wie er in 1991 nog met tweetakten reed is moeilijk na te gaan, maar met de komst van de Yamaha FZR 600, de Honda CBR 600 F, de Kawasaki GPX 600 R Ninja en de Suzuki GSX 600 F waren er in de viertaktklasse aanmerkelijk sterkere motorblokken voorhanden. In elk geval werden de 350cc Yamaha-tweetakten nog veel gebruikt. Mick Boddice gaf Honda haar eerste Sidecar TT-overwinningen door beide races te winnen. Voor Boddice zelf was race 2 zijn negende overwinning, waardoor hij gelijk kwam met Siegfried Schauzu en Dave Saville. In 1992 waren alle podiumplaatsen voor 600cc viertakten. Geoff Bell en Keith Cornbill trainden met hun Yamaha een ronde boven 100 mph en in race A zetten ze een nieuw record van 102,54 mph (de oude, snellere rondetijden waren nog volgens het oude reglement gereden, meestal met 750cc-motoren). Bell en Cornbill wonnen met 35,2 seconden voorsprong op Eddy Wright en Pete Hill nadat Saville en Roche waren uitgevallen met hun Yamaha-tweetakt. Bell en Cornbill wonnen ook race B en ze reden erg constant, want nu waren ze 0,6 seconde langzamer dan in race 1. Een minimaal verschil over een afstand van ruim 180 km. Ze hadden nu 33 seconden voorsprong op Mick Boddice en het Manx-team van Dave Molyneux en Karl Ellison. In 1993 waren Dave Molyneux en Karl Ellison met hun Yamaha 600 de snelsten in de training en de eilandbewoners hoopten op een lokale overwinning. Zowel Dave als Karl woonden in Kirk Michael en reden dus een thuisrace. In race A blies Mick Boddice al in de eerste ronde zijn motor op in de afdaling van Kate's Cottage naar Creg-ny-Baa. Na die ronde leidde Molyneux met slechts 0,4 seconden vóór Dave Saville met de Yamaha 350. Molyneux reed een nieuw ronderecord en had na twee ronden al 42,2 seconden voorsprong. Na drie ronden was de afstand nog steeds 25,4 seconden. Molyneux en Ellison wonnen ook race B. Dit keer werden Eddy Wright en Peter Hill (Honda 600) tweede. Rob Fisher en Michael Wynn braken al in de eerste ronde van race A in 1994 het ronderecord nadat ze dat - onofficieel - in de training ook al hadden gedaan. Na de eerste ronde leidden zij vóór Dave Molyneux en diens nieuwe bakkenist Pete Hill en Mick Boddice. In de tweede ronde zette Fisher het record op 106,49 mph en zijn racegemiddelde was 105,71 mph. Daardoor finishte hij met 24,6 seconden voorsprong op Molyneux en Mick Boddice. De snelste 350cc tweetaktmachine (Vince en Jamie Biggs met een 350 DEC Shelbourne) werd slechts 9e. Op de 17e plaats eindigde de debutant Mick Boddice jr. Het podium van race B was identiek, maar de snelste tweetakt werd nu slechts 28e (Eric McInthosh/James Campbell, Baker Yamaha). Mick Boddice Jr./Chris Hollis werden 13e. In 1995 had Bob Fisher een andere bakkenist, Boyd Hutchinson. Fisher was pas in 1993 gedebuteerd maar won nu al voor het tweede jaar op rij beide races. Tijdens de trainingen was zijn machine stuk gegaan, maar met hulp van Dave Molyneux werd ze opgelapt. In de tweede ronde van race A reed Fisher weer een ronderecord. Hij won met 4,7 seconden voorsprong op Mick Boddice sr. en Geoff Bell werd derde. Dave Molyneux zélf startte niet in de eerste race. In race B startte Molyneux wel, op zijn nieuwe machine die hij "DMR" (Dave Molyneux Racing) noemde. Later zou hij onder die naam nog veel meer zijspancombinaties voor andere rijders gaan bouwen. In Race 2 bleef Fisher records breken. Dit keer werden Molyneux/Hill tweede en Boddice sr./Dave Wells derde. In de training verongelukte Manxman Paul Fargher (bakkenist) met een Yamaha bij Sulby Bridge. In 1996 was de "dubbel" voor Dave Molyneux/Hill met de DMR. Opnieuw werden ronde- en racerecords gebroken en Molyneux, die in 1995 in de training al over de 110 mph gemiddeld was gegaan, deed dat nu in de race ook met een ronderecord van 111,02 mph. Fisher/Hutchinson werden tweede en Howles/Pointer werden derde. In race B was de einduitslag identiek. Bakkenist Aaron Kennedy verongelukte in 1996 bij Crosby Cross-Roads. In race A van 1997 wisselde de koppositie per ronde. Aanvankelijk leidden Rob Fisher en Rick Long, maar zij vielen in de tweede ronde uit bij de Gooseneck, waardoor Greg Lambert en Tony Darby de leiding overnamen. Zij vielen in de derde ronde uit bij Barregarrow, waardoor de leiding in handen kwam van Vince en Graham Biggs. Roy Hanks dacht er echter anders over. Deze veteraan, die al in 1966 op Man racete, was samen met zijn bakkenist Phillip Biggs slecht gestart. Na de eerste ronde lagen ze op de zesde plaats, maar in de derde ronde namen ze de leiding over. Hanks won na dertig jaar zijn eerste Sidecar TT race. Vince Biggs werd tweede en Tom Hanks, een neef van Roy, werd derde. In race B bleef de Express Baker Yamaha van Fisher heel en hij leidde van start tot finish. Tom Hanks werd tweede, Ian Bell derde en Roy Hanks vierde. 1998 Was een van de natste TT-meetings uit de geschiedenis en twee weken lang moesten trainingen en wedstrijden worden uitgesteld of ingekort. De Sidecar Race A werd zelfs helemaal geschrapt en het prijzengeld werd opgeteld bij dat van race B. Die race ging gelukkig wel door en het was zelfs de eerste race van die week die niet ingekort werd. De zijspannen reden dan ook slechts drie ronden. Dave Molyneux kon goed op de natte baan uit de voeten en leidde van start tot finish met zijn bakkenist Doug Jewell, die eerder met Kenny Howles gereden had. Ze deden dat met een Bullock Honda-DMR en dat was een opsteker voor Honda, dat haar veertigste TT-jaar vierde en hiermee waren alle races op een na (de Singles TT) door een Honda gewonnen. Molyneux/Jewell hadden na drie ronden 79,3 seconden voorsprong op Kenny Howles/Nick Crowe en Gary Horspole/Kevin Leigh. In 1999 werden in veel klassen nieuwe ronderecords gezet, ook in de Sidecar TT. Er stond geen maat op Dave Molyneux, met weer een nieuwe bakkenist, Craig Hallam. Race A leidden ze van start tot finish en ze finishten met bijna twee minuten voorsprong op Rob Fisher/Rick Long en Tom Hanks/Steve Wilson. In race B opende Molyneux al met een staande start boven de 111 mph en na de eerste ronde had hij al 35,1 seconde voorsprong op Fisher. Na twee ronden waren dat al 71,8 seconden geworden. In de derde ronde viel Molyneux echter met elektrische problemen stil bij Handley's Corner. Fisher won vóór Ian Bell/Neil Carpenter en Greg Lambert/Leigh Aubrey. Tijdens de training op 31 mei verongelukte een 40-jarige onderwijzeres uit Lelystad, Bernadette Bosman, die bakkeniste was van de Duitser Helmut Lunemann. Ze viel in Kirk Michael uit het zijspan tijdens de allereerste ronde die ze als bakkeniste op de Mountain Course reed. Lunemann miste haar pas 8 kilometer verder, bij Sulby Bridge, toen hij door marshals werd tegengehouden. Opmerkelijk genoeg startte Lunemann met een vervangende bakkenist, Chris McGahan, gewoon in de Sidecar races. Tijdens race B verongelukte bakkenist Terry Fenton bij Hillberry Corner. Samen met zijn broer Mark nam hij pas voor de tweede keer deel en in race A waren ze 21e geworden. 

### Resultaten jaren negentig
| Jaar                                                                              | Klasse                                                                            | Circuit                                                                           | inhoud                                                                            | 1e                                                                                | 2e                                                                                | 3e                                                                                |
| Toepassing FIM F2 reglement: tweetaktmotoren tot 350cc, viertaktmotoren tot 600cc | Toepassing FIM F2 reglement: tweetaktmotoren tot 350cc, viertaktmotoren tot 600cc | Toepassing FIM F2 reglement: tweetaktmotoren tot 350cc, viertaktmotoren tot 600cc | Toepassing FIM F2 reglement: tweetaktmotoren tot 350cc, viertaktmotoren tot 600cc | Toepassing FIM F2 reglement: tweetaktmotoren tot 350cc, viertaktmotoren tot 600cc | Toepassing FIM F2 reglement: tweetaktmotoren tot 350cc, viertaktmotoren tot 600cc | Toepassing FIM F2 reglement: tweetaktmotoren tot 350cc, viertaktmotoren tot 600cc |
| --------------------------------------------------------------------------------- | --------------------------------------------------------------------------------- | --------------------------------------------------------------------------------- | --------------------------------------------------------------------------------- | --------------------------------------------------------------------------------- | --------------------------------------------------------------------------------- | --------------------------------------------------------------------------------- |
| 1990                                                                              | Sidecar Race A                                                                    | Mountain Course                                                                   | FIM F2                                                                            | Dave Saville/Nick Roche, Sabre Yamaha                                             | Mick Boddice/Dave Wells, Ireson Honda                                             | Neil Smith/Steven Mace, Windle-Yamaha                                             |
| 1990                                                                              | Sidecar Race B                                                                    | Mountain Course                                                                   | FIM F2                                                                            | Dave Saville/Nick Roche, Sabre Yamaha                                             | Geoff Bell/J. Cochrane, Baker Yamaha                                              | Peter Krukowski/Chris McGahan, Windle-Yamaha                                      |
| 1991                                                                              | Sidecar Race A                                                                    | Mountain Course                                                                   | FIM F2                                                                            | Mick Boddice/Dave Wells, Honda                                                    | Neil Smith/Steven Mace, Yamaha                                                    | Artie Oates/Stuart Pitts, Kawasaki                                                |
| 1991                                                                              | Sidecar Race B                                                                    | Mountain Course                                                                   | FIM F2                                                                            | Mick Boddice/Dave Wells, Honda                                                    | Geoff Bell/Keith Cornbill, Jacobs Yamaha                                          | Dave Molyneux/Karl Ellison, Kawasaki                                              |
| 1992                                                                              | Sidecar Race A                                                                    | Mountain Course                                                                   | FIM F2                                                                            | Geoff Bell/Keith Cornbill, 600cc Honda                                            | Eddie Wright/Pete Hill, 600cc Honda                                               | Mick Boddice/Dave Wells, 600cc Honda                                              |
| 1992                                                                              | Sidecar Race B                                                                    | Mountain Course                                                                   | FIM F2                                                                            | Geoff Bell/Keith Cornbill, 600cc Honda                                            | Mick Boddice/Dave Wells, 600cc Honda                                              | Dave Molyneux/Karl Ellison, 600cc Kawasaki                                        |
| 1993                                                                              | Sidecar Race A                                                                    | Mountain Course                                                                   | FIM F2                                                                            | Dave Molyneux/Karl Ellison, 600cc Yamaha                                          | Dave Saville/Nick Roche, 350cc Yamaha                                             | Eddie Wright/Pete Hill, 600cc Honda                                               |
| 1993                                                                              | Sidecar Race B                                                                    | Mountain Course                                                                   | FIM F2                                                                            | Dave Molyneux/Karl Ellison, 600cc Yamaha                                          | Eddie Wright/Pete Hill, 600cc Honda                                               | Richard Crossley/Colin Hardman, 600cc Honda                                       |
| 1994                                                                              | Sidecar Race A                                                                    | Mountain Course                                                                   | FIM F2                                                                            | Rob Fisher/Michael Wynn 600cc Jacobs Yamaha                                       | Dave Molyneux/Pete Hill, 600cc DMR                                                | Mick Boddice/Dave Wells, 600cc Castrol Honda                                      |
| 1994                                                                              | Sidecar Race B                                                                    | Mountain Course                                                                   | FIM F2                                                                            | Rob Fisher/Michael Wynn, 600cc Jacobs Yamaha                                      | Dave Molyneux/Pete Hill, 600cc DMR                                                | Mick Boddice/Dave Wells, 600cc Castrol Honda                                      |
| 1995                                                                              | Sidecar Race A                                                                    | Mountain Course                                                                   | FIM F2                                                                            | Rob Fisher/Boyd Hutchinson, Proton Yamaha                                         | Mick Boddice/Dave Wells, Castrol Honda                                            | Geoff Bell/Nick Roche, Windle Mitsui Yamaha                                       |
| 1995                                                                              | Sidecar Race B                                                                    | Mountain Course                                                                   | FIM F2                                                                            | Rob Fisher/Boyd Hutchinson, Proton Yamaha                                         | Dave Molyneux/Pete Hill, DMR                                                      | Mick Boddice/Dave Wells, Castrol Honda                                            |
| 1996                                                                              | Sidecar Race A                                                                    | Mountain Course                                                                   | FIM F2                                                                            | Dave Molyneux/Pete Hill, DMR                                                      | Rob Fisher/Boyd Hutchinson, Baker Yamaha                                          | Kenny Howles/Steve Pointer, Ireson Mist Yamaha                                    |
| 1996                                                                              | Sidecar Race B                                                                    | Mountain Course                                                                   | FIM F2                                                                            | Dave Molyneux/Pete Hill, DMR                                                      | Rob Fisher/Boyd Hutchinson, Baker Yamaha                                          | Kenny Howles/Steve Pointer, Ireson Mist Yamaha                                    |
| 1997                                                                              | Sidecar Race A                                                                    | Mountain Course                                                                   | FIM F2                                                                            | Roy Hanks/Phillip Biggs, Beale Ireson NRH                                         | Vince Biggs/Graham Biggs, Molyneux Yamaha                                         | Tom Hanks/Steve Wilson, Tamzine Hanks Yamaha                                      |
| 1997                                                                              | Sidecar Race B                                                                    | Mountain Course                                                                   | FIM F2                                                                            | Rob Fisher/Rick Long, Express Baker                                               | Tom Hanks/Steve Wilson, Tamzine Hanks Yamaha                                      | Ian Bell/Neil Carpenter, Bell Yamaha                                              |
| 1998                                                                              | Sidecar Race A                                                                    | Mountain Course                                                                   | FIM F2                                                                            | afgelast wegens slecht weer                                                       | afgelast wegens slecht weer                                                       | afgelast wegens slecht weer                                                       |
| 1998                                                                              | Sidecar Race B                                                                    | Mountain Course                                                                   | FIM F2                                                                            | Dave Molyneux/Doug Jewell, Bullock DMR-Honda                                      | Kenny Howles/Nick Crowe, Ireson Yamaha                                            | Gary Horspole/Kevin Leigh, Shelbourne Honda Britain                               |
| 1999                                                                              | Sidecar Race A                                                                    | Mountain Course                                                                   | FIM F2                                                                            | Dave Molyneux/Craig Hallam, Bullock DMR-Honda                                     | Rob Fisher/Rick Long, Baker Honda                                                 | Tom Hanks/Steve Wilson, Windle                                                    |
| 1999                                                                              | Sidecar Race B                                                                    | Mountain Course                                                                   | FIM F2                                                                            | Rob Fisher/Rick Long, Baker Honda                                                 | Ian Bell/Neil Carpenter, Bell Yamaha                                              | Greg Lambert/Lee Aubrey, Windle Yamaha                                            |

## Jaren nul
Rob Fisher en Rick Long waren in 2000 de tweede combinatie die tijdens de race een ronde van meer dan 110 mph reden. Ze leidden de eerste race van begin tot eind en wonnen vóór Gary Horspole/Kevin Leigh en Stephen Norbury/Andy Smith. Dave Molyneux was er in 2000 niet bij, maar zijn zijspancombinaties waren al populair. In het startveld stonden drie Molyneux-Yamaha's en twee Molyneux-Honda's. Twee dagen na race A wonnen Fisher en Long ook race B. Aanvankelijk joegen ze achter Ian Bell/Neil Carpenter aan maar die vielen in de laatste ronde met 12 seconden voorsprong uit bij Barregarrow. Norbury werd nu tweede en Geoff Bell, broer van Ian, werd met Craig Hallam in het zijspan derde. Op 29 mei verongelukte bakkenist Stephen Wood bij Whitegates. In 2001 werd de hele Isle of Man TT afgelast in verband de mond-en-klauwzeer-crisis. Vanaf 2002 kreeg de Sidecar TT een sponsor. Ze heette nu "Hilton Hotel Sidecar TT". In race A behaalde Rob Fisher zijn negende overwinning, waardoor hij op gelijke hoogte kwam met Mick Boddice, Dave Saville en Siegfried Schauzu. Hoewel hij vanaf het begin leidde, vertelde hij later dat het zijn moeilijkste overwinning was geweest. Hij was bij Sulby Bridge bijna van de baan gereden omdat hij op Molyneux lette in plaats van op het zand op de weg, en op de "Mountain Mile" moest hij een noodstop maken voor een overstekende Fransman. Ian Bell werd op 21 seconden tweede en Gary Horspole werd derde. Dave Molyneux kon niet voluit gaan omdat zijn bakkenist Colin Hardman, met wie hij in 1989 al gereden had, zijn hand beschadigd had bij een val met een fiets. Zij werden vierde in race A. In race B werd Rob Fisher recordhouder waar het Sidecar TT-overwinningen betrof. Hij won zijn tiende zijspanrace op Man. Hij startte 10 seconden na Monyneux, maar kwam er wel bij. Daarna zorgden ze samen voor een vermakelijk gevecht voor het publiek, hoewel Fisher dus feitelijk 10 seconden voorsprong had. Uiteindelijk won hij met 14 seconden voorsprong op Molyneux. Ian Bell werd derde. De TT van Man van 2003 werd overschaduwd door de dood van de populaire David Jefferies tijdens de training. Tijdens de Sidecar Race A viel de DMR Honda van Dave Molyneux en Craig Hallam al in de openingsronde stil in Ramsey, waardoor Ian Bell en Neil Carpenter hun eerste overwinning konden vieren. Ze hadden meer dan 50 seconden voorsprong op het Manx team van Nick Crowe en Darren Hope, die pas voor de tweede keer deelnamen. Steve Norbury en Andy Smith werden derde. In race B stelde Molyneux orde op zaken. Hij won vóór Crowe en Hope. Greg Lambert en Daniel Sayle werden derde. In 2004 nam Daniel Sayle plaats in de bak van de DMR Honda van Dave Molyneux. Ze wonnen race A met 59 seconden voorsprong op Nick Crowe en Darren Hope. Daarachter finishten Steve Norbury en Scott Parnell als derde. Molyneux/Sayle wonnen ook race B, waardoor Dave Molyneux qua overwinningen (10) op gelijke hoogte kwam met Rob Fisher. Crowe en Hope werden weer tweede en Norbury/Parnell derde. Het feest voor de bevolking van Man voor hun eilandgenoten Molyneux/Sayle en Crowe/Hope werd verstoord door de dood van een andere Manxman, de bakkenist Paul Cowley, die bij Black Dub verongelukte. In 2005 werd de winst in de Sidecar races verdeeld onder inwoners van Man: Race A was voor Crowe en Hope met en DMR Honda, maar Molyneux won in race B zijn 11e TT en werd ook de eerste zijspancoureur die de Mountain Course in minder dan twintig minuten rondde. In race A veronglukte Les Harah met een Yamaha op Parliament Square in Ramsey. In 2006 hadden Nick Crowe en Darren Hope vrij spel omdat Dave Molyneux tijdens de training bij de sprong bij Rhencullen zijn machine total loss reed en bovendien een schouderblessure opliep die hem 9 maanden aan de kant zou houden. Crowe en Hope wonnen beide races. Norbury en Parnell werden in beide races tweede. De overwinning van race A van 2007 was de twaalfde voor Dave Molyneux. Voor het eerst fungeerde Rick Long als bakkenist. Hij won voor de zevende keer en evenaarde daarmee het record Wolfgang Kalauch. Ze hadden in de training al de nodige problemen gehad en wisten in de race ook pas in de laatste ronde John Holden en Andrew Winkle te passeren. Steve Norbury en Scott Parnell werden derde. In race B ging het voor Molyneux ook niet van een leien dakje. Nick Crowe en Daniel Sayle reden een nieuw ronderecord en hadden na de tweede ronde 3,8 seconden voorsprong. Net na Union Mills, in de klim van Ballahutchin Hill viel hun Honda echter stil. Molyneux/Long wonnen deze race daardoor ook met 25 seconden voorsprong op Holden/Winkle. Norbury en Parnell werden opnieuw derde. In 2008 viel Molyneux, nu weer bijgestaan door Daniel Sayle, uit. Nick Crowe zorgde dat de replica op Man bleef door samen met zijn nieuwe bakkenist Mark Cox "Sure Mobile Sidecar Race 1" te winnen, maar pas nadat ze John Holden en Andrew Winkle hadden ingehaald. Tim Reeves en Patrick Farrance hadden uitstekend getraind en toonden hun kwaliteit door derde te worden. Dit was de eerste podiumplaats voor een debutant (Reeves) sinds Jock Taylor in 1978 tweede was geworden. Race 2 ging wel tussen twee Manxmen: Nick Crowe en Dave Molyneux. Crowe pakte zijn vijfde overwinning en Molyneux/Sayle werden tweede. Nadat Crowe/Cox (tien seconden later gestart) Molyneux hadden ingehaald zorgden beide combinaties voor een geweldige tweestrijd en ze passeerden de finish zij aan zij. John Holden en Andrew Winkle werden derde. Honda vierde in 2009 zijn vijftigjarig race-jubileum met overwinningen van John McGuinness in de Superbike TT, Ian Hutchinson in de Superstock TT en de Supersport TT, Steve Plater in de Senior TT en Chris Palmer in de Ultra-Lightweight TT, maar Dave Molyneux, die jarenlang Honda-blokken had gebruikt, reed nu voor het tweede jaar met een Suzuki GSX-R 600 motor en hij bezorgde Suzuki de eerste overwinning in de Sidecar TT. Het feest voor Honda was bijna compleet omdat Nick Crowe en Mark Cox aanvankelijk de leiding hadden, maar zij vielen in de tweede ronde bij Greeba Bridge stil. Molyneux pakte zijn veertiende overwinning. Phil Dongworth en Gary Partridge werden tweede en Simon Neary en Stuart Bond werden derde. Race 2 werd afgevlagd na een ernstig ongeluk van Nick Crowe en Mark Cox bij Ballaugh. Waarschijnlijk hadden ze een haas aangereden en waren ze daarna op het talud waren geklapt. Hun LCR-Honda vloog in brand en Crowe en Cox werden met verschillende botbreuken naar Nobles Hospital in Douglas gebracht. Uiteindelijk besloot de organisatie de race, die door de weersomstandigheden al te laat gestart was, af te gelasten.

### Resultaten jaren nul
| Jaar | Klasse                                        | Circuit                                       | inhoud                                        | 1e                                            | 2e                                             | 3e                                             |
| ---- | --------------------------------------------- | --------------------------------------------- | --------------------------------------------- | --------------------------------------------- | ---------------------------------------------- | ---------------------------------------------- |
| 2000 | Sidecar Race A                                | Mountain Course                               | FIM F2                                        | Rob Fisher/Rick Long, Baker Honda             | Gary Horspole/Kevin Leigh, Honda               | Steve Norbury/Andrew Smith, Shelbourne Lockyam |
| 2000 | Sidecar Race B                                | Mountain Course                               | FIM F2                                        | Rob Fisher/Rick Long, Baker Honda             | Steve Norbury/Andrew Smith, Shelbourne Lockyam | Geoff Bell/Craig Hallam, Windle Yamaha         |
| 2001 | Niet verreden wegens mond-en-klauwzeer-crisis | Niet verreden wegens mond-en-klauwzeer-crisis | Niet verreden wegens mond-en-klauwzeer-crisis | Niet verreden wegens mond-en-klauwzeer-crisis | Niet verreden wegens mond-en-klauwzeer-crisis  | Niet verreden wegens mond-en-klauwzeer-crisis  |
| 2002 | Hilton Hotel Sidecar Race A                   | Mountain Course                               | FIM F2                                        | Rob Fisher/Nick Long, LMS                     | Ian Bell/Neil Carpenter, DMR-Yamaha            | Gary Horspole/Kevin Leigh, Shelbourne Honda    |
| 2002 | Hilton Hotel Sidecar Race B                   | Mountain Course                               | FIM F2                                        | Rob Fisher/Nick Long, LMS                     | Dave Molyneux/Colin Hardman, Bullock DMR-Honda | Ian Bell/Neil Carpenter, DMR-Yamaha            |
| 2003 | Hilton Hotel Sidecar Race A                   | Mountain Course                               | FIM F2                                        | Ian Bell/Neil Carpenter, DMR-Bell Yamaha      | Nick Crowe/Darren Hope, Ireson                 | Steve Norbury/Andrew Smith, Shelbourne Yamaha  |
| 2003 | Hilton Hotel Sidecar Race B                   | Mountain Course                               | FIM F2                                        | Dave Molyneux/Craig Hallam, DMR-Honda         | Nick Crowe/Darren Hope, Ireson                 | Greg Lambert/Daniel Sayle, Molyneux            |
| 2004 | Hilton Hotel Sidecar Race A                   | Mountain Course                               | FIM F2                                        | Dave Molyneux/Daniel Sayle, DMR-Honda         | Nick Crowe/Darren Hope, DMR-Honda              | Steve Norbury/Scott Parnell, Shelbourne Yamaha |
| 2004 | Hilton Hotel Sidecar Race B                   | Mountain Course                               | FIM F2                                        | Dave Molyneux/Daniel Sayle, DMR-Honda         | Nick Crowe/Darren Hope, DMR-Honda              | Steve Norbury/Scott Parnell, Shelbourne Yamaha |
| 2005 | Hilton Hotel Sidecar Race A                   | Mountain Course                               | FIM F2                                        | Nick Crowe/Darren Hope, DMR-Honda             | Steve Norbury/Andrew Smith, Shelbourne         | John Holden/Jamie Winn, Honda                  |
| 2005 | Hilton Hotel Sidecar Race B                   | Mountain Course                               | FIM F2                                        | Dave Molyneux/Daniel Sayle, DMR-Honda         | Nick Crowe/Darren Hope, DMR-Honda              | Steve Norbury/Andrew Smith, Shelbourne         |
| 2006 | Sidecar Race A                                | Mountain Course                               | FIM F2                                        | Nick Crowe/Darren Hope, DMR-Honda             | Steve Norbury/Scott Parnell, Shelbourne Yamaha | John Holden/Andrew Winkle, Honda               |
| 2006 | Sidecar Race B                                | Mountain Course                               | FIM F2                                        | Nick Crowe/Darren Hope, DMR-Honda             | Steve Norbury/Scott Parnell, Shelbourne Yamaha | Roy Hanks/Dave Wells, DMR-Yamaha               |
| 2007 | Bavaria Sidecar Race A                        | Mountain Course                               | FIM F2                                        | Dave Molyneux/Rick Long, Honda                | John Holden/Andrew Winkle, Suzuki              | Steve Norbury/Scott Parnell, Yamaha            |
| 2007 | Sidecar Race B                                | Mountain Course                               | FIM F2                                        | Dave Molyneux/Rick Long, Honda                | John Holden/Andrew Winkle, Suzuki              | Steve Norbury/Scott Parnell, Yamaha            |
| 2008 | Sure Mobile Sidecar Race 1                    | Mountain Course                               | FIM F2                                        | Nick Crowe/Mark Cox, LCR-Honda                | John Holden/Andrew Winkle, LCR-Suzuki          | Tim Reeves/Patrick Farrance, LCR-Suzuki        |
| 2008 | Sure Mobile Sidecar Race 2                    | Mountain Course                               | FIM F2                                        | Nick Crowe/Mark Cox, LCR-Honda                | Dave Molyneux/Daniel Sayle, DMR-Suzuki         | John Holden/Andrew Winkle, LCR-Suzuki          |
| 2009 | Sure Sidecar Race 1                           | Mountain Course                               | FIM F2                                        | Dave Molyneux/Daniel Sayle, DMR-Suzuki        | Philip Dongworth/Gary Partridge, Ireson Honda  | Simon Neary/Stuart Bond, Dynobike Suzuki       |
| 2009 | Sidecar Race 2                                | Mountain Course                               | FIM F2                                        | afgelast                                      | afgelast                                       | afgelast                                       |

## Jaren tien
Klaus Klaffenböck was in 2004 gedebuteerd met Christian Parzer, die tot 2008 zijn bakkenist bleef. Samen waren ze in 2001 al wereldkampioen geweest, maar in de Sidecar TT kwamen ze niet verder dan een vijfde plaats in 2008. In 2010 was zijn samenwerking met Daniel Sayle meteen succesvol: ze wonnen beide zijspanraces. In de eerste race vertrokken ze als snelste maar toen werden ze in de eerste ronde nog achtervolgd door John Holden en Andrew Winkle. Molyneux/Farrance (voor het eerst met een Kawasaki-blok) waren derde, maar hadden slechts 2,2 seconden achterstand. Tim Reeves en Dipash Chauhan, die een lastige trainingsweek hadden gehad, waren toen nog vijfde, maar bij Ramsey Hairpin hadden zij Simon Neary en Paul Knapton ingehaald waardoor ze een plaats opschoven. In de tweede ronde reden Klaffenböck/Sayle een nieuw persoonlijk ronderecord van 114,73 mph en ze leidden met 10 seconden vóór Molyneux/Farrance. In de derde ronde maakte Molyneux het toch nog spannend: bij Ramsey had hij zijn achterstand teruggebracht tot 8,7 seconden en toen begon hij aan een zeer snelle rit over de Mountain Section. Bij de tramrails bij Bungalow was het verschil nog maar 5 seconden. Molyneux was als eerste gestart en moest na de finish nog even wachten op de tijd van Klaffenböck. Die had 2,63 seconden over gehouden. Reeves en Chauhan werden derde. In de tweede race namen Neary en Knapton verrassend de leiding en die bouwden ze bij de doorkomst in Ramsey zelfs uit naar 10 seconden. Ze hadden Holden/Winkle al op de weg ingehaald. Reeves en Chauhan waren toen al stilgevallen bij de Highlander en Molyneux/Farrance stonden stil bij Cronk-y-Voddy. Klaffenböck was toen nog derde. Bij Bungalow kwam Neary echter niet meer door en Holden nam de leiding over. Reeves was weer gaan rijden maar viel bij Glen Helen definitief uit met een defecte koppakking. Aan het einde van de eerste rondde leidde Holden met 8,89 seconden voorsprong op Klaffenböck. Na de tweede ronde was de voorsprong van Holden zelfs nog iets groter: 10,15 seconden. In de laatste ronde begon Klaffenböck zijn achterstand in te lopen: 8,75 seconden bij Glen Helen, minder dan 5 seconden bij Ramsey en minder dan 3 seconden bij Bungalow. Bij Cronk-y-Mona had hij de leiding al te pakken met slechts 0,25 seconde voorsprong op Holden. Holden finishte eerder dan Klaffenböck, maar was ook eerder gestart. Klaffenböck was uiteindelijk slechts 1,12 seconden sneller. Conrad Harrison en Kerry Williams werden derde. Dave Molyneux reed in 2011 met zijn voormalige bakkenist Karl Ellison in de "Classic Parade" met de Seymaz-Yamaha die eigendom was geweest van Rolf Biland en daarvoor van George O'Dell. In de Sidecar TT kwam "Moly" echter niet aan de start. Tijdens de training verongelukten Bill Curry (67) en zijn passagier Kevin Morgan (61) bij Ballacrye Corner. Currie bereikte zijn beste resultaat bij zijn TT-debuut in de Sidecar 750 cc TT van 1969: derde, maar in 2010 was hij nog achtste geworden. Kevin Morgan reed voor het eerst samen met Currie, hij was tot 2007 bakkenist van Steve Pullan geweest en had tussendoor niet meer deelgenomen. In de eerste race namen Klaffenböck en Sayle meteen de leiding en ze haalden de eerder gestarte combinatie John Holden/Andy Winkle al in de eerste ronde op de weg in. Bij de eerste finishpassage lag Klaffenböck 1 seconde voor, maar in werkelijkheid waren dat er dus 11. Achter hen waren Conrad Harrison/Mike Aylott voorbij gegaan aan Tim Reeves/Gregory Cluze maar bij de TT Grandstand had Reeves dat hersteld. Klaffenböck kon tamelijk op zijn gemak bij Holden blijven en samen maakten ze er in de tweede ronde - op de weg althans - een leuke onderlinge wedstrijd van. Bij de tweede passage kwamen ze samen over de streep. Reeves had toen al een achterstand van 44 seconden en werd opnieuw bedreigd door Harrison. In de derde ronde was het verschil tussen beiden bij Ballaugh nog maar 1,6 seconden en bij Ramsey lag Harrison 3 seconden vóór. Bij de finish passeerden Klaffenböck en Holden weer vrijwel tegelijk en werden eerste en tweede. Harrison werd derde. In de tweede race bouwde Klaffenböck zijn leiding nog veel verder uit. Hij passeerde Holden opnieuw op de baan en na de tweede ronde leidde hij zelfs met bijna 17 seconden vóór Holden. In de derde ronde bedroeg de voorsprong bij Glen Helen nog 15,9 seconden maar bij Ramsey had Holden plotseling bijna 10 seconden goed gemaakt. Holden/Winkle passeerden Klaffenböck die rustig aan moest doen door een gebroken klem van een koelvloeistofslang. Bij Bungalow lag hij al 22 seconden achter Holden en uiteindelijk werd hij slechts zesde. Holden/Winkle wonnen, Harrison/Aylott werden tweede en Tony Elmer/Darren Marshall werden derde. Klaus Klaffenböck had in 2011 zijn carrière beëindigd en zijn bakkenist Dan Sayle stapte in 2012 in bij Tim Reeves. "Klaffi" bleef zich met zijspanracen bezighouden: hij startte met geld van de Australische frisdrankfabrikant Cofain het team "Cofain Racing by Klaffi" met de gebroeders Ben en Tom Birchall als rijders. Dave Molyneux en Patrick Farrance kwamen juist terug in de TT. Molyneux/Farrance leidden de eerste race van start tot finish, aanvankelijk voor Reeves/Sayle en Holden/Winkle, maar die twee combinaties vielen al in de eerste ronde uit. Molyneux pakte zijn 15e TT-overwinning, Farrance zijn eerste. De tweede plaats werd overgenomen door de broers Birchall die tijdens de training nog gecrasht waren en Conrad Harrison/Mike Aylott werden derde. De tweede race ging door het slechte weer laat van start en de wegen waren nog op veel plaatsen nat. Er werd gewaarschuwd voor regen op de "Mountain Section" (Ramsey - Douglas). De gebroeders Birchall waren het snelste weg maar bij Glen Helen leidde Molyneux met 1,1 seconde. Op de derde plaats, slechts 0,6 seconde langzamer, lagen Reeves en Sayle. Bij de topsnelheidsmeting op de Sulby Straight was Molyneux zelfs 26 km/h langzamer dan de Birchalls en bij Ballaugh hadden die de leiding dan ook overgenomen. Bij Ramsey had Molyneux al 3 seconden achterstand maar bij de TT Grandstand hadden Reeves/Sayle ineens de leiding overgenomen. Molyneux/Farrance lagen tweede en de gebroeders Birchall derde. In de tweede ronde waren Molyneux/Farrance nog maar 11 km/h langzamer bij Sulby en ze wisten langzaam wat van de afstand tot Reeves af te knabbelen. Bij Ramsey was het verschil nog slechts 3,5 seconden. De Birchalls hadden al een achterstand van 13,5 seconden. Bij de Bungalow zaten er nog maar 1,45 seconden tussen Reeves en Molyneux en bij start/finish nog maar 0,85 seconde. In de derde ronde leidde Molyneux bij Glen Helen met 1,75 seconden en bij Ramsey Hairpin met 11 seconden. Ze wonnen met 17,1 seconden voorsprong op Reeves/Sayle en de gebroeders Birchall. Voor Molyneux was het zijn 16e TT-overwinning en zijn derde "dubbel". In 2013 namen de broers Ben en Tom Birchall het initiatief in de eerste race. Bij Glen Helen hadden ze 1,3 seconden voorsprong op viervoudig wereldkampioen Tim Reeves en Dan Sayle. Molyneux/Farrance hadden 5 seconden achterstand. In Ramsey leidden de broers al met 5,5 seconden maar bij Kate's Cottage raakten ze het talud waardoor ze een lekke band kregen en bij het Creg-ny-Baa Hotel moesten opgeven. Daardoor passeerde Reeves de finish als snelste, 10 seconden vóór Molyneux die slechts 2 seconden voor lag op Harrison/Aylott. In de tweede ronde liep Reeves, later gestart dan Molyneux, op de weg op hem in. Op de flanken van de Snaefell haalde hij hem in en dit werd zijn persoonlijk snelste ronde ooit. Bij de TT Grandstand had Reeves al een voorsprong van 20 seconden. In de derde ronde ging het daardoor alleen nog om de strijd om de tweede plaats. Molyneux had bij Glen Helen minder dan 5 seconden voorsprong op Harrison. Uiteindelijk finishte Molyneux op de weg vlak achter winnaar Reeves, maar in tijd gemeten ging de tweede plaats toch naar Harrison/Aylott met het minimale verschil van slechts 0,538 seconden. De Franse Estelle Leblond werd de eerste vrouw die als zijspancoureur boven de 100 mph gemiddeld reed. Haar bakkenist was Sebastien Lavorel. Ze werden 29e. Voor de tweede race hadden de broers Birchall een flinke taak voor zich liggen. Ze hadden nog niet sneller gereden dan 113 mph gemiddeld en dat was niet snel genoeg. In die tweede race reden ze echter alleen maar ronden boven 114 mph. In de eerste ronde waren ze bij Glen Helen al de snelsten en bij Ramsey hadden ze 9 seconden voorsprong op de tweede combinatie van Reeves en Sayle. Bij de TT Grandstand was het al 10 seconden en ze kregen het nog gemakkelijker toen Reeves in de tweede ronde uitviel bij Ballaugh. Molyneux had al voor de races verklaard dat hij ten opzichte van zijn rivalen vermogen tekortkwam maar was nu wel tweede, Conrad Harrison derde. Uiteindelijk finishten de broers Birchall 17,352 seconden eerder dan Molyneux/Farrance en Harrison/Aylott werden derde. In 2014 won Conrad Harrison samen met Mike Aylott na 21 jaar deelname zijn eerste Sidecar TT race. In race 1 lagen ze bij Glen Helen nog op de vierde plaats, ongeveer 5 seconden achter de leiders Ben en Tom Birchall. Aan het einde van de eerste ronde lagen ze al bijna 7 seconden achter de Birchalls. In de tweede ronde lagen Dave Molyneux/Patrick Farrance bij Glen Helen op kop en Harrison/Aylott waren derde. Ben en Tom Birchall crashten bij Black Dub en werden met lichte verwondingen naar Nobles Hospital in Douglas gebracht. Molyneux had bij de tweede doorkomst meer dan 21 seconden voorsprong op het gevecht tussen Holden en Harrison, die minder dan een seconde uit elkaar lagen. In de tweede ronde vielen Molyneux/Farrance uit bij de Hawthorn bar/bistro tussen Greeba Bridge en Gorse Lea. Bij Glen Helen lagen Harrison/Aylott en Holden/Winkle nog slechts 0,9 seconden uit elkaar, maar Harrison wist tijdens de ronde zijn voorsprong uit te bouwen tot 17 seconden op Holden. Tim Reeves/Gregory Cluze werden derde. De tweede race werd met twee uur vertraging gestart door het slechte weer en de rijders werden gewaarschuwd voor natte plekken op verschillende plaatsen. Holden en Winkle namen de leiding vóór Harrison/Aylott en Molyneux/Farrance. Bij Ramsey hadden ze al een flinke voorsprong en bij de TT Grandstand kwamen ze met bijna 14 seconden voorsprong op Molyneux door. Na de tweede ronde had Molyneux zijn achterstand teruggebracht tot 11 seconden. Bij de tweede passage bij Glen Helen was duidelijk dat de LCR Honda van Holden niet goed liep, want hij had plotseling nog maar 2,6 seconden voorsprong. Bij Ballaugh lag Molyneux al op kop met 17 seconden voorsprong. Bij de Ramsey Hairpin was dat al 38 seconden en nu waren ook Harrison/Aylott voorbij Holden gegaan. Dave Molyneux won zijn 17e Sidecar TT race en de 3e samen met Patrick Farrance. 43,9 Seconden later kwamen Harrison/Aylott pas over de streep, waardoor ze overall winnaars werden. Holden en Winkle werden nog net derde, 6 seconden voor Reeves/Cluze. 

### Resultaten jaren tien
| Jaar | Klasse              | Circuit         | inhoud | 1e                                            | 2e                                                                | 3e                                                                |
| ---- | ------------------- | --------------- | ------ | --------------------------------------------- | ----------------------------------------------------------------- | ----------------------------------------------------------------- |
| 2010 | Sure Sidecar Race 1 | Mountain Course | FIM F2 | Klaus Klaffenböck/Daniel Sayle, LCR-Honda     | Dave Molyneux/Patrick Farrance, DMR-Kawasaki                      | Tim Reeves/Dipash Chauhan, Honda                                  |
| 2010 | Sure Sidecar Race 2 | Mountain Course | FIM F2 | Klaus Klaffenböck/Daniel Sayle, LCR-Honda     | John Holden/Andrew Winkle, LCR-Suzuki                             | Conrad Harrison/Kerry Williams, Shelbourne Honda                  |
| 2011 | Sure Sidecar Race 1 | Mountain Course | FIM F2 | Klaus Klaffenböck/Daniel Sayle, Honda         | John Holden/Andrew Winkle, LCR                                    | Conrad Harrison/Mike Aylott, Shelbourne                           |
| 2011 | Sure Sidecar Race 2 | Mountain Course | FIM F2 | John Holden/Andrew Winkle, LCR                | Conrad Harrison/Mike Aylott, Shelbourne                           | Tony Elmer/Darren Marshall, Yamaha                                |
| 2012 | Sure Sidecar Race 1 | Mountain Course | FIM F2 | Dave Molyneux/Patrick Farrance, DMR           | Ben Birchall/Tom Birchall, LCR-Honda                              | Conrad Harrison/Mike Aylott, Shelbourne Honda                     |
| 2012 | Sure Sidecar Race 2 | Mountain Course | FIM F2 | Dave Molyneux/Patrick Farrance, DMR           | Tim Reeves/Daniel Sayle, LCR-Honda                                | Ben Birchall/Tom Birchall, LCR-Honda                              |
| 2013 | Sure Sidecar Race 1 | Mountain Course | FIM F2 | Tim Reeves, DanielSayle, LCR-Honda            | Conrad Harrison/Mike Aylott, Shelbourne Honda                     | Dave Molyneux/Patrick Farrance, DMR-Kawasaki                      |
| 2013 | Sure Sidecar Race 2 | Mountain Course | FIM F2 | Ben Birchall/Tom Birchall, LCR-Honda          | Dave Molyneux/Patrick Farrance, DMR-Kawasaki                      | Conrad Harrison/Mike Aylott, Shelbourne Honda                     |
| 2014 | Sure Sidecar Race 1 | Mountain Course | FIM F2 | Conrad Harrison/Mike Aylott, Shelbourne Honda | John Holden/Andrew Winkle, Silicone Engineering/Barnes Racing LCR | Tim Reeves/Gregory Cluze, DMR/SMT                                 |
| 2014 | Sure Sidecar Race 2 | Mountain Course | FIM F2 | Dave Molyneux/Patrick Farrance, DMR/DMR       | Conrad Harrison/Mike Aylott, Shelbourne Honda                     | John Holden/Andrew Winkle, Silicone Engineering/Barnes Racing LCR |